# Eurosport
Eurosport je najveći europski sportski satelitski kanal, dostupan u 54 zemalje na 20 različitih jezika i implementiran u više od 116 milijuna kućanstva. Kanal je u vlasništvu Warner Bros. Discovery.
Sa sjedištem u pariškom predgrađu Issy-les-Moulineaux pokrenut je 1989. na poticaj EBU-a kako bi se bolje iskoristio veliki broj prava sportskih prijenosa kojima je raspolagao, a kojima su se njegove članice tek dijelom koristile. Komercijalni partner bio je Sky Television, kojega je 1991. zamijenio francuski TF 1 Group. Eurosport se 1993. ujedinio s konkurentskim paneuropskim kanalom Screensport (emitira od 1984.), a vlasnik mu postaje konzorcij francuskih tvrtki TF 1 Group, Canal + i Havas Images. Od 2011. jedini vlasnik bio je TF1, a od 2014. u vlasništvu je američkoga medijskog diva Discovery Communications. Eurosport ima prava prijenosa za više od 120 sportova, a zapošljava 1200 novinara. Ponudu je razvijao oko jezgre koju su činili tenis, košarka, biciklizam, zimski i motosportovi. Uglavnom je izbjegavao otkup najskupljih prava, poput onih za najveće i najpopularnije nogometne lige. Novi vlasnik znatnije je ulagao u ekskluzivna sportska prava, pa je tako 2015. kupio europska prava (osim Rusije) za prijenos Olimpijskih igara i Zimskih olimpijskih igara 2018. – 2024. Eurosport većinom emitira istu sliku za različita tržišta, a komentatore ne pokazuje u kadru, što omogućuje laku prilagodbu lokalnim tržištima i smanjuje troškove proizvodnje. Nudi najvažnije sportske događaje i dostupan je na 20 jezika u 54 europske zemlje. Eurosport 2 (2005.) veću pozornost poklanja alternativnim sportovima, dostupan je na 16 jezika u 35 zemalja te ima 23 regionalne inačice. Eurosportnews (2000.) 24 sata na dan emitira sportske vijesti. Eurosport 1 HD (2008.) i Eurosport 2 HD (2009.) emitiraju se kao simulcast inačice istoimenih kanala. Digitalne su platforme su Eurosport.com (1999.) i Eurosport Player (2009.) Podružnica Eurosport Events (2007.) specijalizirana je za organizaciju i produkciju velikih sportskih događaja. 

## Dostupnost kanala
Od samog početka emitiranja 1989. godine Eurosport je bio isključivo satelitski kanal koji se emitirao za područje cijele Europe preko satelita Astra 19,2° istočno i preko Eutelsata na 13° istočno. Kanal je bio nekodiran i svima dostupan tko je imao pripadajuću satelitsku opremu. Ekspanzijom paytv-a u Europi prema kraju 90-tih godina 20. stoljeća Eurosport počinje biti dostupan i preko plaćenih TV usluga, prvenstveno u Velikoj Britaniji, gdje nastaje British Eurosport koji je bio isključivo dostupan samo na otoku preko naplatnih tv usluga. Satelitsko nekodirano emitiranje gašenjem analogne tehnologije 2012. godina se nastavilo i u digitalnoj tehnologiji sve do današnjih dana s njemačkom verzijom kanala i to isključivo samo Eurosport 1 kanala na satelitu Astra 19,2° istočno. Eurosport 2 kanal nikad nije bio satelitski dostupan u FTA emitiranju.
U hrvatskoj jedno kratko vrijeme preko domaćih paytv operatera (19. studenog 2016. – 30. lipnja 2018.) Eurosport se emitirao i na hrvatskom jeziku. Problem je nastao kada su nakon navodnih poskupljenja prava za reemitiranje od strane vlasnika kanala Discovery Communicationsa svi TV operateri u hrvatskoj izbacili kanale Eurosporta iz svojih ponuda te je emitiranje na hrvatskom jeziku postalo beznačajno te je naknadno ukinuto. Nekolicina TV operatera koji drže jako mali postotak udjela paytv-a na domaćem tržištu zasad i dalje imaju oba Eurosport kanala u svojoj ponudi.
U novije vrijeme dostupnost Eurosport kanala omogućena je internetskim aplikacijama strimanja na svim uređajima koji se povezuju na internet.

## Eurosport kanali
- Eurosport - pokrenut 5. veljače 1989., rebrandiran u Eurosport 1 13. studenog 2015.
- Eurosport 2 - pokrenut 10. siječnja 2005.
- Eurosport News - pokrenut 1. rujna 2000., ugašen 31. prosinca 2017. emitirao je sportske vijesti

## Vanjske poveznice
- eurosport.com
- Eurosport uživo (potrebna pretplata)